# Rémi Desbonnet

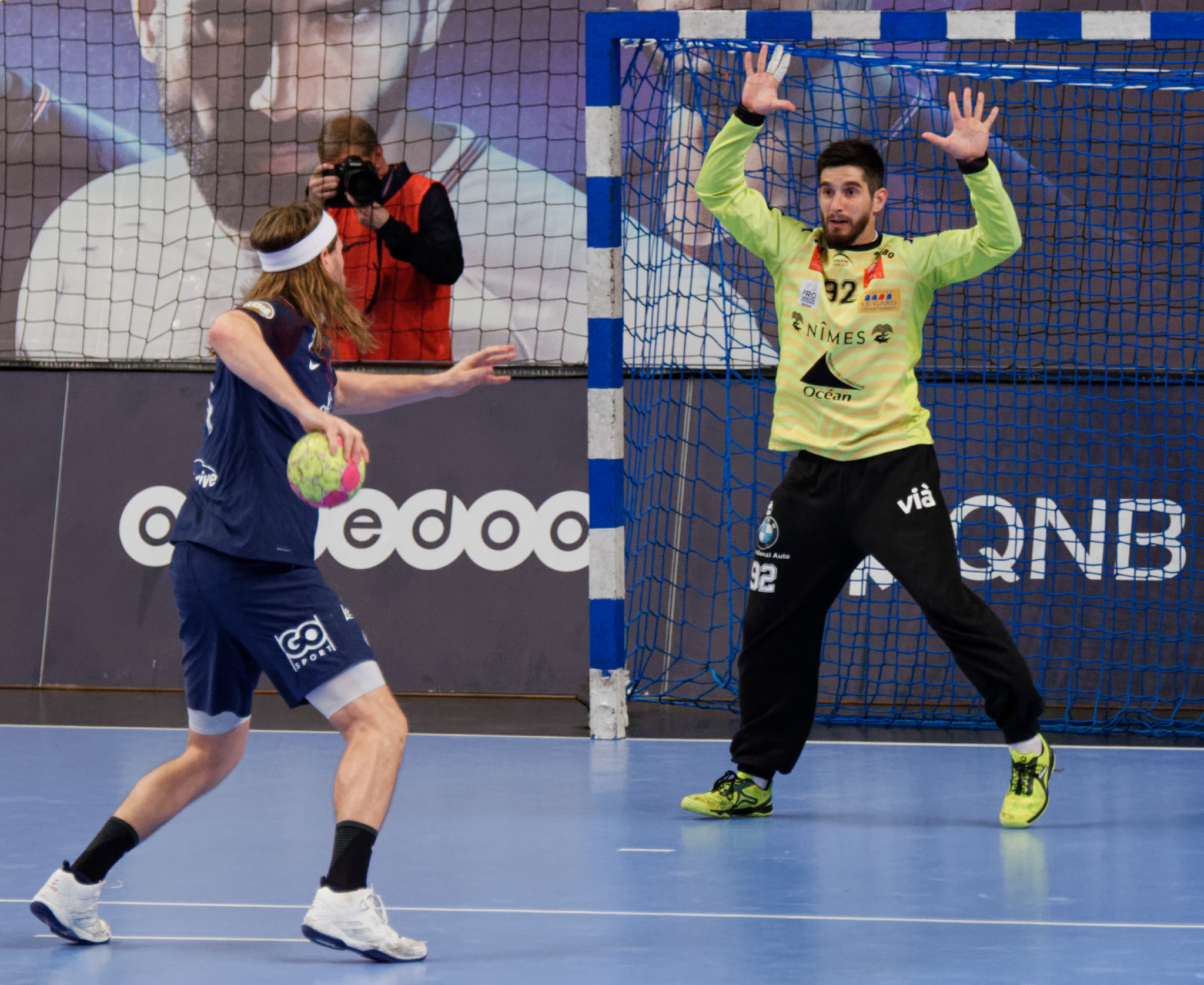
Rémi Desbonnet à la parade face au jet de 7 m de Mikkel Hansen, le 22 mars 2018.

Rémi Desbonnet, né le 28 février 1992 à Montpellier, est un joueur professionnel international français de handball, évoluant au poste de gardien de but au Montpellier Handball.
Le 28 janvier 2024, il devient champion d'Europe avec l'équipe de France.

## Biographie
Formé au Montpellier Agglomération Handball, il profite en novembre 2012 du départ de Primož Prošt à la suite de l'affaire des paris truqués pour devenir le deuxième gardien du club derrière Mickaël Robin. Il participe ainsi à de nombreuses rencontres pour Montpellier, notamment en Ligue des champions au cours de laquelle il marque face au HSV Hambourg, futur vainqueur de la compétition, l'un des plus beaux buts de l'année dans la compétition. Puis, il a été notamment déterminant lors de la demi-finale de la Coupe de France 2012-2013 remportée face à Nantes et lors du nul arraché face au PSG en championnat.
Toutefois, le retour de Thierry Omeyer à Montpellier la saison suivante lui donne peu d'espoir de temps de jeu et il décide alors de signer son premier contrat professionnel à l'USAM Nîmes Gard.
Il est l'un des artisans du retour progressif au premier plan du club nîmois avec notamment une finale de Coupe de France en 2018 et une cinquième place en championnat en 2018-2019, synonyme de retour en coupe d'Europe après vingt-cinq ans d'absence.
Sa régularité le place parmi les meilleurs gardiens du championnat de France. S'il accompagne l'équipe de France lors du Championnat du monde 2021 puis des JO de Tokyo, il n'est pas retenu sur les feuilles de match. Entretemps, il connait malgré tout sa première sélection le 2 mai 2021. Lors du Championnat d'Europe 2022, il est le troisième choix derrière Vincent Gérard et Wesley Pardin et s'il joue son premier match en compétition majeure lors du match pour la 3e place face au Danemark, son temps de jeu n'est finalement que de 49 secondes.
En 2022, c'est par la grande porte qu'il fait son retour au Montpellier Handball pour un contrat de quatre ans.
Le 25 janvier 2023, lors du quart de finale du championnat du monde de handball 2023 face à l'équipe d'Allemagne (victoire 35-28), il réalise une grande performance qui lui vaut d'être élu homme du match. S'il ne réédite pas cette performance lors des deux matchs suivants, il remporte malgré tout à cette occasion sa première médaille internationale, l'argent.

## Palmarès

### En sélection
Championnat d'Europe
- 4e place au championnat d'Europe 2022
- Médaille d'or au championnat d'Europe 2024

Championnat du monde
- Médaille d'argent au championnat du monde 2023
- Médaille de bronze au championnat du monde 2025

### En club
Compétitions internationales
- Ligue européenne (C3)
  - Finaliste en 2025

Compétitions nationales
- Championnat de France
  - Deuxième en 2023
  - 3e en 2013 et 2020
- Coupe de France
  - Vainqueur en 2013, 2025
  - Finaliste en 2018, 2023